# Saaser Vispa
La Saaser Vispa è il fiume che percorre la Saastal (la valle di Saas Grund, Saas Almagell, Saas Balen) nel Canton Vallese, in Svizzera.

## Percorso
È un fiume lungo 27 km i cui tributari principali sono la Stafelbach, l'Ofentalbach, la Furggbach, l'Almagellerbach, la Fee Vispa (il principale affluente della Saaser Vispa), la Triftbach e la Fellbach. Il fiume nasce dal Tällibodengletscher, e dopo circa 3,5 km sfocia nel lago di Mattmark.
A Stalden la Saaser Vispa confluisce con la Matter Vispa e dà origine alla  Vispa.
La Saaser Vispa bagna diversi comuni tra i quali Saas Almagell, Saas Grund, Saas Balen e Eisten.